# Postromanticisme

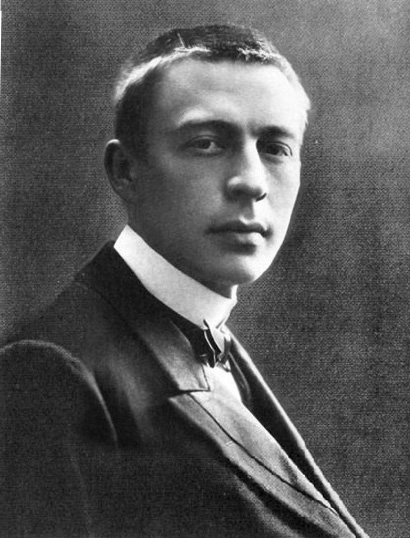
Rakhmàninov el 1892

El postromanticisme (1887-1930) fou un moviment intel·lectual, musical i artístic que portà al màxim grau d'expressivitat el romanticisme durant la segona meitat del segle xix, alhora que va introduir l'estil posterior, de caràcter més realista. Va tenir la seva màxima esplendor a França, on va donar lloc al Parnassianisme i el Simbolisme en literatura. Es va expressar sobretot en les arts literàries i musicals tot i que també en les arts plàstiques. També s'aplica el terme a les obres i al moment cultural que, no pertanyents estrictament i cronològica al període romàntic, en segueixen les convencions romàntiques o bé no acaben de superar-ne les premisses.

## Característiques
Els escriptors i artistes es rebel·len contra les formes de vida dels burgesos i neix el seu esperit inconformista que demana llibertat. Senten rebuig pels valors de la societat i sovint cauen, en el seu desig d'evadir-se de la grisor i angoixa de la realitat, en certs vicis com l'alcohol i les drogues. S'aferren a l'aventura, la solitud i de vegades l'odi de la seva pròpia existència, de manera que alguns d'ells acaben en la bogeria.

### Literatura
La poesia, al contrari de la novel·la i el teatre, continua sent romàntica (la novel·la i el teatre seguirà la tendència realista). En la poesia la forma perd part del seu interès per centrar la seva atenció a l'emotiu que pot tenir el poema. El narratiu decau a favor del líric. La poesia és més personal i intimista. Es redueix la retòrica i s'augmenta el lirisme, amb l'amor i la passió pel món pel bell com a temes principals. Es busquen noves formes mètriques i nous ritmes. L'homogeneïtat de la qual gaudia el Romanticisme es transforma en pluralitat en les idees poètiques. La poesia postromàntica, doncs, representa, més que una transició, un conflicte insuperable entre el Romanticisme i el Realisme, pel que sovint solen ser interpretats seus autors com romàntics despenjats, en filosofia, guanya el decantament pessimista.
Són narradors postromàntics Herman Melville i Thomas Carlyle, la Madame Bovaryde Gustave Flaubert és una novel·la postromàntica. Lord Alfred Tennyson i Elizabeth Barrett-Browning i el seu marit Robert Browning són també poetes postromàntics. A Espanya són poetes postromàntics Gustavo Adolfo Bécquer, Rosalía de Castro, Augusto Ferran, Luis Antonio Ramírez Martínez i Güertero, Ricardo Blanco Asenjo, Manuel de la Revilla i José Campo-Arana.

### Música
En la música es fon el Romanticisme i el Barroc a Johannes Brahms i Serguei Rakhmàninov. També Gustav Mahler pertany a aquesta estètica.